# 聚奎居
聚奎居是一座位於臺中市烏日區的洋樓，占地約400坪，其主體約創建於1920年，由烏日當地富商陳紹宗起造，2011年9月列為暫定古蹟，2012年11月14日公告指定為直轄市定古蹟。2013至2014年底辦理「修復或再利用計畫」、2015年接續辦理規劃設計，2020年5月修復完成。

## 概略
文化局表示，「聚奎居」當年是豪宅代表，興盛時期常有地方仕紳出入。幾經歷史更迭，陳家後代已沒有居住於此。由於中西合璧的外觀具特色，成為外拍和婚紗攝影的景點。
聚奎居所在的烏日學田，是當時仕紳們捐錢購地，作為普及教育的地方。而聚奎居的「奎」為古代星宿中的文曲星。其建築型式為二層樓三合院，正身為鋼筋混凝土加強磚造，護龍為磚造平房。其立面造型多用巴洛克建築裝飾元素，尤其是拱圈迴廊之使用。屋頂部分女兒牆有仿西方古典柱頭的短柱。正身與兩護龍之山牆型式相異；正身山牆為圓弧型，上有堂號「穎川」，下方另有一牌匾由左至右橫書「聚奎居」。兩護龍山牆則為三角型加短弧形的組合。左、右護龍正立面牌匾書寫「廉泉讓水」、「瑞氣祥雲」；迴廊對外與轉角的柱子使用方型柱，向著中庭的所有立面則使用圓柱。其整體基座有抬高；中庭設有一水池。

## 誤解
許多資料書寫聚奎居曾為日治時代詩人陳若時故居，然而實際上陳若時是居住於附近的陳添旺古厝，也與陳紹宗無任何血緣關係。

## 延伸閱讀
- 聚奎居，王派仁，臺灣月刊，台灣省政府 （页面存档备份，存于）

## 外部連結
- 聚奎居 -  臺中市文化資產處 （页面存档备份，存于）